# Geschichte der Psychoanalyse
Die Geschichte der Psychoanalyse begann Ende des 19. Jahrhunderts mit den Arbeiten Sigmund Freuds. Die Psychoanalyse wurde als Methode der modernen Psychotherapie entwickelt, deren Wurzeln bis ins 18. Jahrhundert, etwa zu Franz Anton Mesmer, zurückreichen (→ Geschichte der Psychiatrie; Geschichte der Psychotherapie). Sofern Psychoanalyse Religionskritik und Kulturkritik übte, stand sie zudem in der Tradition der Aufklärung.

## Wer schreibt die Geschichte der Psychoanalyse?
Freud selbst meinte, dass der beste Weg zum Verständnis der Psychoanalyse das Studium ihrer Geschichte sei. Seinen ersten diesbezüglichen Text Zur Geschichte der psychoanalytischen Bewegung schrieb er 1914, also nach dem Bruch mit Alfred Adler und C. G. Jung, mit apologetischem Interesse. In dieser Tradition der apologetischen Darstellung steht auch noch die große Freud-Biographie von Ernest Jones, die in den 1950er Jahren erschien. Ebenfalls in den 1950er Jahren führte Kurt Eissler, einer der Gründer der „Sigmund Freud Archives“ in New York (1951) zahlreiche Interviews mit Veteranen der „psychoanalytischen Bewegung“, wie die damalige Selbstbezeichnung war, die jedoch nicht veröffentlicht wurden. Eisslers restriktive Veröffentlichungspolitik, insbesondere in Bezug auf die Briefe Freuds, gab zu zahlreichen Spekulationen Anlass.
Seit den 1960er Jahren entwickelte sich eine von der Internationalen Psychoanalytischen Vereinigung unabhängige Geschichtsschreibung, zu deren Vertretern Paul Roazen, Henri Ellenberger, Peter Gay, Michael Molnar, Elisabeth Roudinesco, Frank Sulloway, Alexander Etkind und Carl E. Schorske gehörten. Auch der Psychoanalyse eng verbundene Autoren wie Helmut Dahmer und Regine Lockot bemühten sich spätestens seit den 1970er Jahren um eine kritischere Sicht.
In methodischer Hinsicht ging die Psychoanalyse-Geschichtsschreibung über das Nacherzählen des Lebens der Pioniere und ihrer Theorien hinaus, indem sie Institutionalisierungsprozesse untersuchte und die Verstrickung der Psychoanalyse in soziale und politische Prozesse genauer analysierte.

## Psychoanalyse zu Lebzeiten Freuds

### 1883–1910: Anfänge
1883 erzählte Josef Breuer Sigmund Freud, der damals Neurologe war, wie er Anna O., eine seiner Patientinnen, die an Symptomen der Hysterie litt, behandelt hatte. Diese Patientin erzählte einfach ihre Geschichte, über ihre Halluzinationen, Sehstörungen, Paralysen usw. Nach einer solchen Behandlung ließen ihre Beschwerden Breuer zufolge nach, bevor die Symptome ganz verschwunden seien, so dass Anna O. die Behandlung „talking cure“ nannte.
1885 begab sich der frischgebackene Dozent für Neuropathologie Freud mit einem Reisestipendium nach Paris, um bei Charcot zu lernen. Charcots Einfluss erwies sich als entscheidend für Freuds Wendung zur Psychopathologie.
1886 eröffnete Freud seine Praxis in Wien. Seit 1887 benutzte er regelmäßig die Hypnose. Im selben Jahr begegnete er dem Nasenarzt Wilhelm Fließ, mit dem er einen umfangreichen Briefwechsel führte, der jedoch erst 1985 unzensiert herausgegeben wurde.
1889 arbeitete Freud mit einer neuen Patientin nach der kathartischen Methode Josef Breuers.
1893 erschien Breuers und Freuds Vorläufige Mitteilung. Über den psychischen Mechanismus hysterischer Phänomene. Freud zweifelte nicht mehr an der sexuellen Ätiologie der Hysterie.
1894 tauchten die Termini Abwehr-Neuropsychosen und Libido in Freuds Schriften auf.
1895 veröffentlichten Breuer und Freud ihre Studien über Hysterie. Dieses Jahr wird daher häufig als „Geburtsjahr der Psychoanalyse“ bezeichnet. Die Entstehung der Psychoanalyse kann als das „Ineinandergreifen dreier gleich bedeutsamer Prozesse“ begriffen werden:

„[E]s geht um das Überwechseln Freuds von der Physiologie zur Psychologie und die schrittweise Entdeckung der Gesetzmäßigkeiten des unbewussten Seelenlebens, ferner um die Preisgabe manipulativer und suggestiver Techniken bei der Behandlung zugunsten der freien Assoziation und einer methodisch in Gang gebrachten therapeutischen Selbstreflexion, schließlich um die allmähliche Steigerung von Freuds Selbstbeobachtung zur systematischen Selbstanalyse.“

Aus dieser Perspektive erscheint die Psychoanalyse als Revolution im Verhältnis von Arzt und Patient. Freud-kritischere Autoren betonen dagegen, dass auch in der Psychoanalyse ein Machtgefälle zwischen Analytiker(in) und Analysand(in) gegeben sei.
1896 verwendet Freud in seinem Aufsatz Zur Ätiologie der Hysterie erstmals den Begriff „Psychoanalyse“; im selben Jahr hält er hierzu einen Vortrag im Wiener Verein für Psychiatrie und Neurologie, in welchem er seine „Verführungstheorie“ darlegt, laut der in der Pathogenese der Hysterie tatsächlicher sexueller Missbrauch eine entscheidende Rolle spielt. Freud ersetzte die Verführungstheorie bald danach durch sein Konzept des Ödipuskonflikts.
1899 erschien Freuds Traumdeutung, vordatiert auf das Jahr 1900.
1900 behandelte Freud Ida Bauer, deren Krankengeschichte er 1905 unter dem Titel Bruchstücke einer Hysterie-Analyse in einer Fachzeitschrift veröffentlichte („Dora“).
1901 erschienen Freuds Beiträge Zur Psychopathologie des Alltagslebens.
1902 wurde Freud zum außerordentlichen Professor ernannt. Die psychologische Mittwochsgesellschaft, ein enger Kreis von ersten Anhängern, der sich in Freuds Wartezimmer traf, entstand. Aus ihr ging 1908 die Wiener Psychoanalytische Vereinigung hervor.
1904 begann Carl Gustav Jung die Psychoanalyse Sabina Spielreins. Jung gehörte zu einem Kreis von Ärzten, die sich am Burghölzli in Zürich mit der Psychoanalyse beschäftigen. Im selben Jahr endete die briefliche Beziehung Freuds zu Wilhelm Fließ.
1905 erschienen Der Witz und seine Beziehung zum Unbewußten und die Drei Abhandlungen zur Sexualtheorie.
1907 begann Freud die Analyse des Patienten, der als Rattenmann bekannt wurde.
1908 fand am 27. April in Salzburg der erste internationale psychoanalytische Kongress statt. Sándor Ferenczi, C. G. Jung, Karl Abraham, Otto Gross und andere nahmen teil. Freud veröffentlichte noch kurz zuvor, im März, seine Schrift Die ‚kulturelle‘ Sexualmoral und die moderne Nervosität, in der er zu kulturphilosophischen Schlussfolgerungen aus der Psychoanalyse, wie sie damals Ferenczi und Gross ziehen wollten, Stellung bezog.
1909 im September reisten Freud, Ferenczi und Jung in die Vereinigten Staaten, wo Freud an der Clark University Vorlesungen hielt und die Ehrendoktorwürde entgegennahm. Zu seinen Hörern zählten William James, Franz Boas, James Jackson Putnam und Emma Goldmann.

„Die Clark Lectures waren der entscheidende Moment für die Herausbildung von Freuds Charisma.“

### 1910–1914: Beginnende Institutionalisierung und frühe Spaltungen
1910 wurde, einer Idee Ferenczis folgend, die Internationale Psychoanalytische Vereinigung (IPV, bzw. International Psychoanalytical Association, IPA) gegründet. Jung wurde u. a. deswegen Präsident, weil Freud angesichts des verbreiteten Antisemitismus fürchtete, die Psychoanalyse könnte zu sehr mit dem Judentum identifiziert werden. Freuds Vorschlag, Jung zum Präsidenten auf Lebenszeit zu wählen, wurde jedoch abgelehnt. Freuds gewissermaßen dynastische Vorstellung von Kontinuität spielte später noch eine große Rolle für die Bedeutung Anna Freuds in der IPV. – Freud begann mit der Analyse des „Wolfsmanns“.
1911 verließ Alfred Adler die IPV, 1912 folgte ihm Wilhelm Stekel. 1911 wurde in den USA die New York Psychoanalytic Society gegründet. Freud misstraute dem Erfolg der Psychoanalyse in den USA und befürchtete eine Indienstnahme der Psychoanalyse als „Dienstmagd der Psychiatrie“. Freuds Neffe Edward Bernays wendete psychoanalytische Einsichten mit großem Erfolg in den Public Relations an. – Freud publizierte 1911 aufgrund der Denkwürdigkeiten eines Nervenkranken von Daniel Paul Schreber Psychoanalytische Bemerkungen zu einem autobiographisch beschriebenen Fall von Paranoia (Dementia Paranoides). Im Allgemeinen vermied es Freud jedoch, Psychotiker zu behandeln. Zu den Pionieren der psychoanalytischen Psychosentherapie zählen u. a. Victor Tausk, Paul Federn und Frieda Fromm-Reichmann.
1912 legte Theodor Reik mit seiner Dissertation Flaubert und seine ‚Versuchung des heiligen Antonius‘ die erste größere psychoanalytische literaturwissenschaftliche Arbeit vor. Ähnliche Arbeiten erschienen in der Imago, der 1912 gegründeten Zeitschrift für die Anwendung der Psychoanalyse auf die Natur- und Geisteswissenschaften. Der Mitbegründer der Imago Hanns Sachs gab ab 1939 in den USA die Zeitschrift American Imago heraus, die heute noch erscheint. – Im Laufe des Jahres 1912 wurde zunehmend deutlicher, dass die persönlichen und sachlichen Differenzen zwischen Freud und Jung unüberbrückbar waren. Aus Sicht von Freud hatten Adler und Jung, indem sie die Bedeutung der Sexualität herunterspielten, eine entscheidende Einsicht der Psychoanalyse preisgegeben.
1913 wurde das „Geheime Komitee“, das aus Karl Abraham, Sandor Ferenczi, Ernest Jones, Otto Rank und Hanns Sachs bestand, und die British Psychoanalytical Society gegründet. 1919 kam Max Eitingon hinzu. Pierre Janet hielt bei einem internationalen medizinischen Kongress in London einen Vortrag, in dem er Freuds Theorien kritisierte.
1914 trat Carl Gustav Jung als Präsident der psychoanalytischen Vereinigung zurück. Freud publizierte Zur Einführung des Narzissmus, eine Arbeit, die zu einem „Wendepunkt“ der psychoanalytischen Theorie wurde. „Einer der Gründe, warum Freud diese Arbeit verfasste, mag gerade der Wunsch gewesen sein, das Narzißmus-Konzept der nichtsexuellen ‚Libido‘ Jungs und dem ‚männlichen Protest‘ Adlers als Alternative entgegenzustellen.“ Die Einführung des primären Narzissmus sprengte den Dualismus von Selbsterhaltungstrieben und Sexualtrieb der frühen Triebtheorie, die Beschreibung der Entstehung des Gewissens nahm die Theorie des Über-Ichs vorweg.

### 1914–1919: Weltkrieg und Revolution
Während des Ersten Weltkriegs wurden mehrere psychoanalytische Gesellschaften gegründet, u. a. in den Niederlanden und in Spanien. Aufgrund der erfolgreichen Behandlung von Kriegsneurosen interessierten sich nun erstmals auch staatliche Stellen für die Psychoanalyse. Im September 1918 fand ein psychoanalytischer Kongress in Budapest statt. Zeitweilig schien es, als liege die Zukunft der Psychoanalyse in Ungarn. Ferenczi erhielt unter dem Regime von Béla Kun eine Universitäts-Professur. Nach dem Sturz Kuns setzte unter den „Weißen“ in Ungarn jedoch eine antisemitische Welle ein, die u. a. Melanie Klein veranlasste, Ungarn zu verlassen.
In Österreich war die wirtschaftliche Lage nach dem Ersten Weltkrieg katastrophal. Dies bereitete die spätere „Westorientierung“ der Psychoanalyse vor, da Freud aus wirtschaftlichen Gründen dazu übergegangen war, vornehmlich zahlungskräftige amerikanische und britische Patienten sowie angehende Analytiker in Analyse zu nehmen.

### 1919–1933: Nachkriegszeit und Weimarer Republik
Im Januar 1919 wurde der Internationale Psychoanalytische Verlag gegründet. Das erste Buch des Verlags war ein Sammelband über Kriegsneurosen.
In Jenseits des Lustprinzips (geschrieben ab März 1919, erschienen im Dezember 1920) postulierte Freud den Todestrieb. Diese Hypothese wurde bis heute von vielen Psychoanalytikern abgelehnt. Zu den wenigen, die sie auf ihre Weise annahmen, zählen Melanie Klein und Jacques Lacan.
Siegfried Bernfeld und Wera Schmidt unternahmen erste Versuche einer psychoanalytisch orientierten Erziehung von Kindern. 1926 wurde die Zeitschrift für psychoanalytische Pädagogik gegründet.
1920 entstand die Société psychanalytique de Genève.
Das Berliner Psychoanalytische Institut wurde in den 1920er Jahren zu einem Zentrum der Psychoanalyse. Im Februar 1920 wurde die Poliklinik eröffnet, die zweite Einrichtung dieser Art. Sie ermöglichte finanzschwachen Patienten eine psychoanalytische Beratung und Behandlung. Im Mai 1922 wurde ein ähnliches „Ambulatorium“ in Wien eröffnet, 1938 geschlossen und erst 1999 wieder eröffnet.
Am Berliner Institut wurde erstmals die dreigliedrige Ausbildung (theoretische Kurse, Lehranalyse, Behandlung erster Patienten unter Supervision) umgesetzt, die später weltweit zum Standard wurde. Ob diese Formalisierung der Ausbildung der Psychoanalyse zum Vorteil gereichte, ist umstritten.
1922 fand in Berlin der 7. internationale psychoanalytische Kongress statt. Es war der letzte, an dem Freud selbst teilnahm.
Paul Federn (Zur Psychologie der Revolution: Die vaterlose Gesellschaft, 1919) und Freud (Massenpsychologie und Ich-Analyse, 1921) begründeten die psychoanalytische Sozialpsychologie. 1921 besuchte André Breton Freud in Wien. Die Surrealisten rezipierten begeistert die Schriften Freuds, der davon eher irritiert war.
1924 und 1925 fungierte Trigant Burrow als Präsident der 1911 gegründeten American Psychoanalytic Association. Zugleich propagierte er die von ihm begründete Gruppenanalyse. Dies erregte den Unmut Freuds, der die Publikation eines Vortrags von Burrow in der Internationalen Zeitschrift für Psychoanalyse drei Jahre lang verzögerte und dessen Thesen als wirre Faselei abtat.
1925 starb Karl Abraham in Berlin. Melanie Klein hielt im Juli drei Wochen lang Vorträge in London und wanderte im folgenden Jahr nach Großbritannien aus. Ihr Werk wurde für die britische Psychoanalyse prägend. August Aichhorn publizierte Verwahrloste Jugend. Die Psychoanalyse in der Fürsorgeerziehung. Freud schrieb in seinem Geleitwort: „Das Kind ist das hauptsächliche Objekt der psychoanalytischen Forschung geworden; es hat in dieser Bedeutung den Neurotiker abgelöst, an dem sie ihre Forschung begann.“
1926 wurde die Société psychanalytique de Paris gegründet. Freud schickte eine Gruppe erfahrener Didaktiker nach Paris, die Marie Bonaparte zur Seite stehen sollten.
1927 erschien Freuds religionskritischer Essay Die Zukunft einer Illusion. Wilhelm Reich publizierte Die Funktion des Orgasmus: Zur Psychopathologie u. zur Soziologie d. Geschlechtslebens, das den Beginn seines 1934 in Reichs Ausschluss endendem „Konflikts mit Freud“ markiert (s. u.). Bis 1930 leitete Reich jedoch weiter das technische Seminar in Wien. Neben der Behandlungstechnik (Reichs Charakteranalyse, Ferenczis „aktive Technik“) stellten sich in den 1920er Jahren die Psychoanalyse der weiblichen Sexualität und die Laienanalyse als besonders kontroverse Themen dar.
Mit dem Weggang von Franz Alexander, Karen Horney und Sándor Radó aus Berlin (1930–1932) begann noch vor 1933 die Emigration prominenter Psychoanalytiker in die USA. Gründe dafür waren die Weltwirtschaftskrise und die Versuche, das „Berliner Modell“ der Ausbildung international zu verbreiten, wofür erfahrene Lehranalytiker benötigt wurden.
1932 erschienen Melanie Kleins Buch Die Psychoanalyse des Kindes und die Dissertation Jacques Lacans.

### 1933–1939: Zeit des Nationalsozialismus
Sandor Ferenczi starb 1933. Freud und Ferenczi hatten sich zuletzt zusehends voneinander entfremdet, u. a. weil Freud Ferenczis behandlungstechnische Experimente ablehnte. Trotz Michael Balints Bemühungen, Ferenczis Erbe lebendig zu erhalten, blieb sein überragender Beitrag zur Psychoanalyse bis in die 1980er Jahre hinein weitgehend unterbewertet, wozu nicht zuletzt Ernest Jones’ diffamierende Äußerungen in seiner Freud-Biographie beitrugen.
Bei der Bücherverbrennung 1933 in Deutschland wurden auch Freuds Bücher öffentlich verbrannt. Der Vorstand der Deutschen Psychoanalytischen Gesellschaft (DPG) bestand aus drei Juden (Eitingon, Simmel, Fenichel). Am 6. März 1933 lehnte es die DPG in einer Generalversammlung ab, die Besetzung der Ämter zu verändern. Am 18. November 1933 trat Eitingon als Vorsitzender zurück. Er emigrierte nach Palästina. Der Vorstand bestand nun aus den nichtjüdischen Mitgliedern Carl Müller-Braunschweig und Felix Boehm.
Nachdem Freud Anfang 1932 beschlossen hatte, „Schritte gegen Reich“ einzuleiten, erschien Wilhelm Reichs Buch Charakteranalyse 1933 nicht, wie vereinbart, im psychoanalytischen Verlag, sondern im Selbstverlag Reichs. Im Juli 1933 wurde Reich durch einen Geheimbeschluss des Berliner Vorstands der DPG ausgeschlossen, darüber aber nicht informiert.
Im August 1934 wurde Reich auf dem 13. Kongress der Psychoanalytiker in Luzern auch aus der IPV ausgeschlossen, dies wiederum ohne Angabe von Gründen und mit der offiziellen Notiz, er sei ausgetreten. Weil der aus der IPV verbannte Reich sich 1934 in Kopenhagen und ab 1935 in Oslo niederließ, dort zahlreiche Schüler hatte und publizistisch aktiv war (Sexpol-Verlag und Zeitschrift für Politische Psychologie und Sexualökonomie), gab es Komplikationen bei den Konstituierungen der skandinavischen Landesverbände der IPV. So wurde zunächst 1934 die von Reichs Einfluss freie Svenska psykoanalytiska föreningen (SPaF) als schwedische Unterorganisation der IPV gegründet. Die dänische Sektion wurde 1957, die norwegische 1975 in die IPV aufgenommen.
Am 1. Dezember 1935 fand in Berlin unter Vorsitz von Jones eine Sitzung der DPG statt, bei der die verbliebenen jüdischen Mitglieder aufgefordert wurden, ‚freiwillig‘ aus der DPG auszutreten. Der nichtjüdische Analytiker Bernhard Kamm legte seine Mitgliedschaft aus Protest nieder und emigrierte gemeinsam mit den jüdischen Kollegen. Die verbliebenen nichtjüdischen Analytiker beteiligten sich an dem im Mai 1936 gegründeten Deutschen Institut für psychologische Forschung und Psychotherapie, das von Matthias Heinrich Göring geleitet wurde.
Von Anna Freud erschien 1936 Das Ich und die Abwehrmechanismen. Sigmund Freud publizierte 1937 Die endliche und die unendliche Analyse.
Die DPG wurde 1938 aufgelöst. Nach dem Anschluss Österreichs an das Deutsche Reich im selben Jahr emigrierten Sigmund Freud, Anna Freud und andere Wiener Analytiker nach Großbritannien. Freud starb am 23. September 1939. Im selben Jahr erschien in Buchform Der Mann Moses und die monotheistische Religion. „Mit der Emigration hat eine neue Epoche begonnen, aus der die Psychoanalyse beschädigt hervorgegangen ist.“ (Paul Parin) Politisch engagierte Psychoanalytiker konnten ihre gesellschaftskritischen Diskussionen nur noch in privaten Zirkeln fortsetzen. Die Medizinalisierung der Psychoanalyse in den USA (Reduktion der Psychoanalyse auf Psychotherapie mit dem Ziel der Anpassung des Individuums) wirkte nach dem Zweiten Weltkrieg auf Europa zurück.

„Über die Zerstörung der psychoanalytischen Gemeinschaft während des Nationalsozialismus mit den verschiedenen Bewertungen und Schuldzuweisungen ist bereits viel nachgedacht und auch getrauert worden; wahrscheinlich kann das gar kein Ende finden.“

## Nach Freud

### 1939–1945: Zweiter Weltkrieg
Während des Zweiten Weltkriegs fanden sich für die Gruppenanalyse neue Anwendungsfelder, insbesondere bei traumatisierten Soldaten. In New York rivalisierten Jakob Levy Moreno und Samuel Slavson um die Dominanz in der rasant sich ausbreitenden Gruppenpsychotherapie. Slavson vertrat eine orthodox-analytische Position. Im Northfield Military Center bei Birmingham arbeiteten hintereinander sowohl Wilfred Bion, als auch S. H. Foulkes mit analytischen Gruppen. In seinem grundlegenden Aufsatz Group dynamics a review (1952) zeigte Bion, wie die zuerst von Melanie Klein untersuchten primitiven psychotischen Mechanismen in Gruppen wirksam sind.
In Großbritannien, der letzten Hochburg der Psychoanalyse in Europa, kam es während des Krieges zu sehr kontroversen Diskussionen zwischen Anna Freud und Melanie Klein (und ihren jeweiligen Anhängern).
1942 wurde die Asosiación Psicoanálitica Argentina (APA) gegründet. Die Psychoanalyse konnte sich in Lateinamerika erst spät etablieren, nahm dann aber eine stürmische Entwicklung, die maßgeblich von Klein, Lacan und der aus Wien stammenden und in Buenos Aires wirkenden Marie Langer beeinflusst wurde.
Der Psychoanalytiker John Rittmeister wurde wegen seiner Beteiligung am Widerstand im Mai 1943 hingerichtet. Zu den Opfern des Nationalsozialismus zählte auch der Psychoanalytiker Karl Landauer. „Er starb im Januar 1945 im KZ Bergen-Belsen an den Folgen der Lagerhaft.“

### Nach 1945
Alexander Mitscherlich, Felix Schottlaender und Hans Kunz gründeten 1947 die Zeitschrift Psyche. Wie der ursprüngliche Untertitel (Ein Jahrbuch für die Tiefenpsychologie und Menschenkunde in Forschung und Praxis) nahelegt, war Psyche zunächst als schulenübergreifendes Organ konzipiert. Im selben Jahr gründete Igor Caruso den Wiener Arbeitskreis für Tiefenpsychologie.
1949 publizierte Guy Leclerc in der kommunistischen Zeitung L’Humanité den Artikel La psychanalyse, idéologie de basse police et d'espionnage. Die Kommunistische Partei Frankreichs begann damit ihre Kampagne gegen die Psychoanalyse.
1950 gründete Müller-Braunschweig die Deutsche Psychoanalytische Vereinigung (DPV), die DPG blieb unter dem Einfluss Harald Schultz-Henckes. Die Psychoanalyse war inzwischen in den USA stark verbreitet und beeinflusste – bis in die 1970er Jahre dominiert durch die Ich-Psychologie – dort auch die Psychiatrie. Das Werk Melanie Kleins war in den USA lange Zeit kaum bekannt.
1952 hielt Pius XII. eine Rede über die mit der Psychoanalyse verbundenen Gefahren.
1953 traten Juliette Favez-Boutonnier, Daniel Lagache, Françoise Dolto, Jacques Lacan und andere aus der Société Psychanalytique de Paris aus. In Frankreich verbreitete sich die psychothérapie institutionnelle als Verbindung von psychoanalytisch inspirierten Therapien mit der Einrichtung therapeutischer Gemeinschaften in psychiatrischen Einrichtungen. Ihre Anfänge reichen bis in die Zeit des Zweiten Weltkriegs zurück (François Tosquelles). Jacques Lacan gründete 1964 gemeinsam mit Françoise Dolto die École freudienne de Paris. Die Einführung der passe, eines speziellen Zulassungsmechanismus durch Lacan führte 1969 zur Abspaltung der Quatrième groupe (Piera Aulagnier u. a.).
In Großbritannien wurde Donald Winnicott zu einem führenden Vertreter der Objektbeziehungstheorie sowie der Kinderpsychoanalyse. Winnicott, der zunächst Kinderarzt war, verknüpfte die direkte Beobachtung des Kindes mit der analytischen Arbeit.
1960 wurde in Frankfurt am Main das Sigmund-Freud-Institut eröffnet. Direktor war bis 1976 Alexander Mitscherlich. In der Studentenbewegung gab es ein starkes Interesse an Freud und Reich (in Deutschland) bzw. an Lacan (in Frankreich).
In den 1970er Jahren wurden die neuen Narzissmustheorien (Heinz Kohut, Otto Kernberg) intensiv diskutiert. Seit dieser Zeit nimmt auch die Psychoanalytische Filmtheorie eine wichtige Stellung in der Filmwissenschaft ein. Ein Teil der Feministinnen griff die Psychoanalyse scharf an, während andere sie als unverzichtbares Analyseinstrument verteidigten und weiterentwickelten (Luce Irigaray, Juliet Mitchell u. a.). Von großer theoretischer Bedeutung wurde die Auseinandersetzung des Poststrukturalismus mit der Psychoanalyse.
1973 gründete René Major in Paris das Forum Confrontation, um einen schulenübergreifenden Dialog zu ermöglichen.
1977 spaltete sich die Schweizerische Gesellschaft für Psychoanalyse und das Psychoanalytische Seminar Zürich wurde gegründet.
1979 starb Wilfred Bion, 1981 Jacques Lacan.
1985 fand zum ersten Mal seit dem Zweiten Weltkrieg ein Kongress (der 34.) der IPV in Deutschland statt. In diesem Zusammenhang fand eine verstärkte Auseinandersetzung mit der Rolle der deutschen Psychoanalytiker in der Zeit des Nationalsozialismus statt. Ab 1990 konnten auch die deutschen Analytiker die seit 40 Jahren im Ausland begründeten neuen Entwicklungen akzeptieren und begannen, sich im Ausland entsprechend fortzubilden.
1991 wurde in Österreich ein Psychotherapiegesetz in Kraft gesetzt, Deutschland folgte 1999. Die Folgen des österreichischen Gesetzes sind umstritten.
Trotz Freuds entgegengesetzter Haltung haben Psychoanalytiker Homosexualität jahrzehntelang pathologisiert. Gegen den Widerstand vieler Psychoanalytiker strichen die Psychiater in den USA 1973 Homosexualität aus ihrem diagnostischen Handbuch. 1991 distanzierte sich die American Psychoanalytical Association von ihrer diskriminierenden Haltung. Seither können offen Schwule und Lesben in den USA Psychoanalytiker werden. Nicht alle Psychoanalytiker folgten der neuen Linie. Charles Socarides wurde 1992 einer der Mitgründer der National Association for Research and Therapy of Homosexuality, die für reparative Therapien eintritt. Dem steht der Ansatz der Gay Affirmative Psychotherapy entgegen.
Im Juli 2000 fanden in Paris die États Généraux de la Psychanalyse statt.
2004 fand in Beirut der erste Kongress der Psychoanalytiker arabischer Sprache statt.

### Gegenwart
Die Psychoanalyse sah und sieht sich seit der Jahrtausendwende vor zahlreiche Herausforderungen gestellt: die aggressive Entidealisierung der Psychoanalyse (besonders in den USA), mangelnde Kommunikation zwischen den verschiedenen Schulen, der sich aus der Ökonomisierung des Gesundheitswesens ergebende Druck zu kürzeren Behandlungen etc. Gleichzeitig besteht ein verstärktes Interesse an einer Zusammenarbeit mit den Neurowissenschaften, die u. a. die Neuropsychoanalyse hervorgebracht hat.
Im 1999 erschienenen Buch Biology and the future of psychoanalysis: a new intellectual framework for psychiatry forderte der Nobelpreisträger Eric Kandel eine Intensivierung des Dialogs zwischen Psychoanalyse und der Neurobiologie. Seine Meinung war, dass die Psychoanalyse ohne neurowissenschaftliche Erkenntnisse als Grundlage in Zukunft keine wichtige Rolle mehr spiele würde. Demnach geht es in der aktuellen Diskussion nicht nur um die Klinik, sondern auch um die gesellschaftliche Funktion der Psychoanalyse und ihrer Anwendungen. So erschien 2000 das Buch Clinical Studies in Neuro-Psychoanalysis, deutsch übersetzt als Neuro-Psychoanalyse, von Mark Solms und Karen Kaplan-Solms, das eine wissenschaftliche Darstellung von Fallbeispielen und Theorien enthält. In den folgenden Jahren erschienen weitere Publikationen und das Echo in Zeitungen und Zeitschriften war groß. Oftmals wurde auch der Bezug zu Freud gesucht, der selbst zu Beginn seine psychologischen Forschungen auf neurobiologische Basis setzen wollte, dies aber aufgrund des unfortschrittlichen Zustands, in dem sich die Neurobiologie damals befand, aber nicht tat.
Werner Bohleber (2013) resümiert die Entwicklung der Psychoanalyse im kulturellen Wandel gesellschaftlicher Leitvorstellungen von Individualität, Selbst und Sexualität und ihre Positionierung im Zeitalter von Spätmoderne und Globalisierung: Er konstatiert eine wachsende Abkehr vom klassisch-intrapsychischen Modell Freudscher Provenienz zum intersubjektiven Paradigma in Form eines Konzepttransfers, der als aktuelle theoretische Herausforderung durch postmodernes Denken aufgefasst wird. Es habe ein Wandel vom autoritär - dogmatischen und orthodoxen Selbstverständnis Freudscher Tradition zur Pluralität psychoanalytischer Ansätze und zur Demokratisierung der therapeutischen Beziehung stattgefunden, der diesem Wandel Rechnung trägt und vor allem die Persönlichkeit des Therapeuten und deren Einfluss in den theoretischen Focus rückt. Das aktuelle Selbst leide weniger am Freudschen Unbehagen in der (repressiven) Kultur (1930) als vielmehr an überfordernder Beliebigkeit. Der postmodernen Auffassung einer restlosen Auflösung eines essenz- und geschichtslosen Selbst in aktualistische, intersubjektive Bezüge gelte es einen psychoanalytischen Begriff des Selbst entgegenzusetzen, das seine historische Bedingtheit und Gewordenheit reflektiert. Die Aufhebung der historisch gewachsenen Selbstisolation der Psychoanalyse (Freud-Bleuler Kontroverse, 1910) und ihre (Wieder-)Eingliederung in den allgemeinen und universitären Wissenschaftsbetrieb sei eine ebenso dringliche wie offene Frage.
Ebenso ungeklärt erscheint angesichts der Diversität von Psychoanalysen und Psychoanalytikern die interne Frage nach der theoretischen Identität, dem Common Ground der Psychoanalyse. 2009 thematisierte der Kongress der IPV in Chicago unter dem Titel Psychoanalytische Praxis: Angleichungen und Unterschiede Pluralität, Konvergenz und Divergenz psychoanalytischer Sichtweisen und die Möglichkeit interner, schulübergreifender Diskussion angesichts der bestehenden Uneinheitlichkeit der Psychoanalyse.

### Gedruckte Quellen
- Zeitschrift für Politische Psychologie und Sexualökonomie. 1934–1938. Hrsg. von Ernst Parell (d. i. Wilhelm Reich); Reprints als Raubdrucke um 1970; Inhaltsverzeichnisse und einige Artikel online.
- Sigmund Freud: Briefe an Wilhelm Fliess. 1887–1904. Hrsg. von Jeffrey Moussaieff Masson, Bearb. der deutschen Fassung von Michael Schröter, S. Fischer, Frankfurt am Main 1986, ISBN 3-10-022802-2.
- Sabina Spielrein: Tagebuch und Briefe. Die Frau zwischen Jung und Freud. Kore 1986 (Neuauflage: Psychosozial-Verlag 2003).
- Sándor Ferenczi: Ohne Sympathie keine Heilung: Das klinische Tagebuch von 1932. S. Fischer, Frankfurt am Main 1988 (als Taschenbuch 1999, ISBN 3-596-14269-5).
- Otto Fenichel: 119 Rundbriefe. 1934–1945. Hrsg. von Johannes Reichmayr und Elke Mühlleitner, 2 Bände, Stroemfeld, Frankfurt am Main 1998, ISBN 3-87877-565-2.
- Die Rundbriefe des „Geheimen Komitees“. Hrsg. von Gerhard Wittenberger und Christfried Tögel, 4 Bände, edition diskord, Tübingen 1999–2006.
- Freuds Analyse. Die Sitzungsprotokolle Ernst Blums. Hrsg. von Manfred Pohlen, Rowohlt, Reinbek bei Hamburg 2006.
- Hermann Nunberg, Ernst Federn (Hrsg.): Protokolle der Wiener Psychoanalytischen Vereinigung, Band I–IV. Psychosozial-Verlag, Gießen 2008.

### Nachschlagewerke
- Elke Mühlleitner: Biographisches Lexikon der Psychoanalyse. Die Mitglieder der Psychologischen Mittwoch-Gesellschaft und der Wiener Psychoanalytischen Vereinigung 1902–1938. edition diskord, Tübingen 1992.
- Elisabeth Roudinesco, Michel Plon: Dictionnaire de la psychanalyse. Fayard, Paris 1997 (deutsch: Wörterbuch der Psychoanalyse. Springer, Wien/New York 2004).
- Johannes Reichmayr: Psychoanalyse und Ethnologie. Biographisches Lexikon der psychoanalytischen Ethnologie, Ethnopsychoanalyse und interkulturellen psychoanalytischen Therapie. Psychosozial-Verlag, Gießen 2003.
- Dictionnaire international de la psychanalyse en 2 volumes. Hrsg. von Alain de Mijolla, Hachette, Paris 2005 (erweiterte amerikanische Ausgabe: International dictionary of psychoanalysis. Thomson Gale, Detroit 2005).

### Darstellungen
- Didier Anzieu: Freuds Selbstanalyse und die Entdeckung der Psychoanalyse. 2 Bände. Verlag Internationale Psychoanalyse, München/Wien 1990 (zuerst französisch: L’auto-analyse de Freud et la découverte de la psychanalyse. 1959).
- Geoffrey Cocks: Psychotherapy in the Third Reich: The Göring Institute. Oxford University Press, New York 1985 (überarbeitete Neuauflage: Transaction Publishers, New Brunswick 1997).
- Helmut Dahmer: Libido und Gesellschaft. Studien über Freud und die Freudsche Linke. Suhrkamp, Frankfurt am Main 1973.
- Annemarie Dührssen: Ein Jahrhundert Psychoanalytische Bewegung in Deutschland. Vandenhoeck & Ruprecht, Göttingen 1994
- Henri F. Ellenberger: Die Entdeckung des Unbewussten. Geschichte und Entwicklung der dynamischen Psychiatrie von den Anfängen bis zu Janet, Freud, Adler und Jung. Diogenes, Zürich 2005.
- Mario Erdheim: Die gesellschaftliche Produktion von Unbewusstheit. Eine Einführung in den ethnopsychoanalytischen Prozess. Suhrkamp, Frankfurt am Main 1982 (zu großen Teilen eine Studie zum gesellschaftlichen Kontext der Entstehung der Psychoanalyse).
- Karl Fallend, Bernd Nitzschke (Hrsg.): Der „Fall“ Wilhelm Reich. Beiträge zum Verhältnis von Psychoanalyse und Politik. Psychosozial-Verlag, Gießen 2002.
- Sigmund Freud: Selbstdarstellung. Fischer-Taschenbuch-Verlag, Frankfurt am Main 1993.
- Claudine Geissmann, Pierre Geissmann: Histoire de la psychanalyse de l’enfant. Mouvements, idées, perspectives. 2. Auflage, Bayard, Paris 2004.
- Nathan G. Hale, Freud and the Americans. 2 Bände. Oxford University, Oxford.
  - Band 1: The Beginnings of Psychoanalysis in the United States, 1876–1917. 1972.
  - Band 2: The Rise and Crisis of Psychoanalysis in the United States. Freud and the Americans, 1917–1985. 1995.
- Ernest Jones: Das Leben und Werk von Sigmund Freud. 3 Bände. 3. Auflage. Huber, Bern 1982 (zuerst englisch: The life and work of Sigmund Freud. 3 Bände. Hogarth, London 1953–1957).
  - Band 1: Die Entwicklung zur Persönlichkeit und die großen Entdeckungen 1856–1900. ISBN 3-456-81193-4.
  - Band 2: Jahre der Reife 1901–1919. ISBN 3-456-81194-2.
  - Band 3: Die letzte Phase 1919–1939. ISBN 3-456-81195-0.
- Anthony D. Kauders, Bürgerlichkeit und Antisemitismus - Kontinuitäten und Zäsuren in der Rezeption der Psychoanalyse 1926-1969. In: Kontinuitäten und Diskontinuitäten - Der Nationalsozialismus in der Geschichte des 20. Jahrhunderts. Wallstein, Göttingen 2013, S. 53–72. ISBN 978-3-8353-1302-6.
- Hans Lampl: Die Sprechstunde der Poliklinik. In: Zehn Jahre Berliner Psychoanalytisches Institut. Internationaler Psychoanalytischer Verlag, Wien 1930.
- Marina Leitner: Ein gut gehütetes Geheimnis. Die Geschichte der psychoanalytischen Behandlungs-Technik von den Anfängen in Wien bis zur Gründung der Berliner Poliklinik im Jahr 1920. Psychosozial-Verlag, Gießen 2001.
- Regine Lockot: Erinnern und Durcharbeiten. Zur Geschichte der Psychoanalyse und Psychotherapie im Nationalsozialismus (= Bibliothek der Psychoanalyse). Psychosozial-Verlag, Gießen 2002, ISBN 3-89806-171-X (Erstausgabe: Fischer-Taschenbuch-Verlag, Frankfurt am Main  1985).
- Regine Lockot: Die Reinigung der Psychoanalyse. Die Deutsche Psychoanalytische Gesellschaft im Spiegel von Dokumenten und Zeitzeugen (1933–1951). Psychosozial-Verlag, Gießen 2013, ISBN 978-3-8379-2240-0 (Erstausgabe: Edition diskord, Tübingen  1994).
- Hans-Martin Lohmann (Hrsg.): Psychoanalyse und Nationalsozialismus. Beiträge zur Bearbeitung eines unbewältigten Traumas. Fischer-Taschenbuch-Verlag, Frankfurt am Main 1994.
- Lydia Marinelli: Psyches Kanon. Zur Publikationsgeschichte der Psychoanalyse rund um den Internationalen Psychoanalytischen Verlag. Turia + Kant, Wien 2009.
- Lydia Marinelli: Tricks der Evidenz. Zur Geschichte psychoanalytischer Medien. Turia + Kant, Wien 2009.
- Lydia Marinelli, Andreas Mayer: Träume nach Freud. Die „Traumdeutung“ und die Geschichte der psychoanalytischen Bewegung. Turia + Kant, Wien 2011 (3. Auflage, zuerst 2002).
- Andreas Mayer: Mikroskopie der Psyche. Die Anfänge der Psychoanalyse im Hypnose-Labor. Wallstein, Göttingen 2002.
- Andreas Peglau: Unpolitische Wissenschaft? Wilhelm Reich und die Psychoanalyse im Nationalsozialismus. Psychosozial-Verlag, Gießen 2013, ISBN 978-3-8379-2097-0
- Johannes Reichmayr: Ethnopsychoanalyse. Geschichte, Konzepte, Anwendungen. Psychosozial-Verlag, Gießen 2003.
- Horst-Eberhard Richter: Psychoanalyse und Politik. Zur Geschichte der politischen Psychoanalyse. Psychosozial-Verlag, Gießen 2003.
- Paul Roazen: Wie Freud arbeitete. Berichte von Patienten aus erster Hand. Psychosozial-Verlag, Gießen 1999.
- Elisabeth Roudinesco: Wien – Paris. Die Geschichte der Psychoanalyse in Frankreich. 1885–1939. Quadriga, Weinheim/Berlin 1994 (Originaltitel: La bataille de cent ans. Histoire de la psychanalyse en France).
- Eli Zaretsky: Freuds Jahrhundert. Die Geschichte der Psychoanalyse. Zsolnay, Wien 2006, ISBN 3-552-05372-7 (Inhaltsverzeichnis, PDF).

### Zeitschriften zur Geschichte der Psychoanalyse
Siehe auch: Psychoanalytische Zeitschriften
- Revue Internationale d’Histoire de la Psychanalyse. Presses Univ. de France, Paris 1988–1993, ISSN 0987-7878.
- Luzifer-Amor. Zeitschrift zur Geschichte der Psychoanalyse. Ed. Diskord, Tübingen 1988ff., ISSN 0933-3347.
- Psyche. Zeitschrift für Psychoanalyse und ihre Anwendungen. Klett-Cotta, Stuttgart 1947ff., ISSN 0033-2623 (häufig historische Aufsätze).
- Psychoanalysis and History, Edinburgh University Press, 1998ff.
- Jahrbuch der Psychoanalyse. Beiträge zur Theorie, Praxis und Geschichte. Westdeutscher Verlag, Köln/Opladen 1960–1961; Huber, Bern/Stuttgart 1963–1980; Frommann-Holzboog, Stuttgart-Bad Cannstatt 1980ff., ISSN 0075-2363 (häufig historische Aufsätze).